# Ijuí (tiểu vùng)
Ijuí là một tiểu vùng thuộc bang Rio Grande do Sul, Brasil. Tiều vùng này có diện tích 5100 km², dân số năm 2007 là 180488 người.